# George Sanders
George Henry Sanders (San Pietroburgo, 3 luglio 1906 – Castelldefels, 25 aprile 1972) è stato un attore britannico.

## Biografia

### Carriera

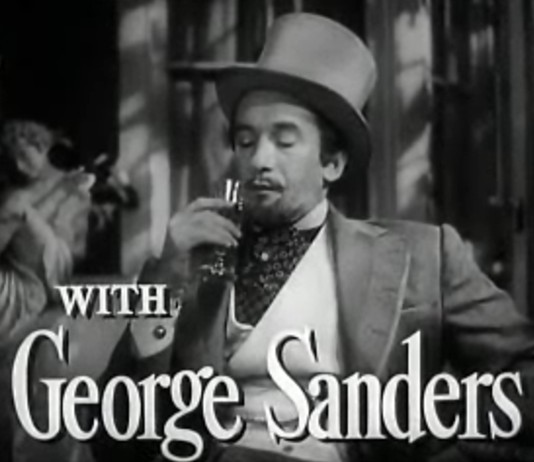
George Sanders nel trailer del film Il ritratto di Dorian Gray (1945)

Nativo di San Pietroburgo, allo scoppio della Rivoluzione d'Ottobre nel 1917, egli fece ritorno con i genitori in Gran Bretagna, a Brighton, dove studiò con suo fratello, il futuro attore Tom Conway, presso l'istituto privato maschile Brighton College.
Ottenuto successivamente il diploma alla Bedales & Manchester Technical School, entrò nel commercio del tabacco e viaggiò a lungo in Argentina e in Cile. Rientrato in Inghilterra, si occupò di pubblicità come agente e conobbe l'allora aspirante attrice Greer Garson, la quale lo incoraggiò a intraprendere la carriera di attore. Dopo aver debuttato sugli schermi nel 1929, Sanders lavorò per alcuni anni nel cinema britannico prima di trasferirsi negli Stati Uniti, dove esordì nel 1936 con un ruolo di supporto, quello di un nobile vizioso, ne I Lloyds di Londra (1936) di Henry King. Successivamente interpretò il ruolo di Simon Templar (il "Santo") e del detective Gay Lawrence (The Falcon) in due diverse serie di film a basso budget prodotti tra la fine degli anni trenta e l'inizio degli anni quaranta.
Ceduto il ruolo di The Falcon al fratello Tom Conway, Sanders si affermò come uno dei migliori attori cinematografici dell'epoca, interprete dall'innata eleganza e dai modi spesso ingannevolmente soavi, e dotato di una gradevole voce baritonale dal marcato accento britannico. Tra le molte celebri pellicole da lui interpretate, sono da ricordare La spia dei lancieri (1937), Il primo ribelle (1939), i thriller Il prigioniero di Amsterdam (1940) e Rebecca - La prima moglie (1940), entrambi diretti da Alfred Hitchcock, Il ritratto di Dorian Gray (1945), in cui interpretò la figura del diabolico e libertino Lord Henry Wotton, i noir Io ho ucciso (1945) e Lo sparviero di Londra (1947), il romantico Il fantasma e la signora Muir (1947), nei panni dello spregiudicato scrittore Miles Farley, e il dramma in costume Ambra (1947), in cui vestì i panni del re Carlo II d'Inghilterra, ruolo che avrebbe ripreso una decina di anni più tardi nell'avventura in costume Il ladro del re (1956).
La carriera di Sanders raggiunse l'apice con la conquista del premio Oscar al miglior attore non protagonista nel 1951 per l'interpretazione del velenoso critico teatrale Addison DeWitt, amante della svampita attrice Claudia Caswell (Marilyn Monroe) in Eva contro Eva (1950). Continuò ad apparire regolarmente sul grande schermo schermo, prevalentemente in pellicole d'avventura come Ivanhoe (1952), Riccardo Cuor di Leone (1954) e Il covo dei contrabbandieri (1956), e nel poliziesco Ti ho visto uccidere (1954), in cui interpretò il personaggio di Albert Richter. Nella sua unica esperienza italiana, interpretò in Viaggio in Italia (1953), diretto da Roberto Rossellini, il personaggio di Alex Joyce, nella finzione marito di Ingrid Bergman, una donna in crisi sentimentale.
Si avvicinò poi al piccolo schermo, curando la presentazione di uno show personale, The George Sanders Mystery Show, andato in onda nel 1957, e partecipando successivamente a diverse popolari serie televisive, tra le quali Organizzazione U.N.C.L.E. (1965), Batman (1966), nei panni di Mister Freeze, e Missione impossibile (1971).
Nell'ultima parte della sua carriera, l'interpretazione più memorabile fu quella di doppiatore nel film della Disney Il libro della giungla (1967), prestando la voce alla tigre Shere Khan. Al 1970 risale la partecipazione al film Lettera al Kremlino, pellicola di spionaggio diretta da John Huston, nella quale interpretò il ruolo di "The Warlock", un raffinato omosessuale che, indossando vistosi abiti femminili, fa la sua prima apparizione nel film mentre suona il pianoforte in un bar gay di San Francisco.
Morì suicida, in un albergo della località catalana di Castelldefels, nei pressi di Barcellona, dopo aver ingerito una dose letale di barbiturici. Lasciò un biglietto in cui dava il suo addio alla «soave fogna» della vita.
Pubblicata nel 1960, la sua autobiografia Memoirs of a Professional Cad ("Memorie di un mascalzone professionista") fu accolta favorevolmente dalla critica per l'arguzia della narrazione.
Fu Sanders stesso a suggerire il titolo A Dreadful Man ("Un uomo terribile") per la sua biografia, scritta successivamente da Brian Aherne e pubblicata nel 1979.

## Vita privata
Il 27 ottobre 1940 Sanders sposò Susan Larson, ma il matrimonio si concluse nel 1949 con il divorzio. Nello stesso anno si risposò con l'attrice ungherese Zsa Zsa Gabor, dalla quale divorziò nel 1954. Il 10 febbraio 1959 Sanders sposò l'attrice Benita Hume, vedova dell'attore Ronald Colman. La Hume morì nel 1967 e Sanders si risposò per l'ultima volta, il 4 dicembre 1970, con Magda Gabor, la sorella maggiore della sua seconda moglie, ma l'unione durò solo sei settimane e, dopo quest'ultima esperienza matrimoniale, l'attore iniziò a bere.
Negli ultimi anni di vita accusò sintomi di confusione mentale e soffrì di attacchi di collera, disturbi aggravati da problemi fisici di salute. Il precario equilibrio emotivo è percepibile negli ultimi suoi film, dove lo si può veder barcollante. Secondo l'attore Brian Aherne, suo biografo e amico, Sanders fu colpito anche da una lieve ischemia cerebrale, le cui conseguenze influirono sull'interpretazione del suo ultimo film, Psychomania (1973), un horror a basso costo di produzione, nel quale la voce dell'attore risulta palesemente alterata.
L'ultima compagna di Sanders, una donna messicana di diversi anni più giovane di lui, lo convinse a vendere la sua villa a Maiorca, decisione che egli più tardi rimpianse amaramente. Da allora andò alla deriva: non riuscendo a sopportare l'idea di perdere la propria salute e di dover dipendere da altri, sprofondò nella depressione. Fu in quel periodo che portò fuori il suo pianoforte e lo sfasciò con un'accetta non essendo più in grado di suonarlo.

## Filmografia

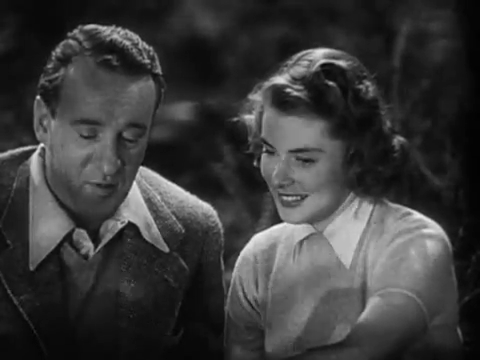
George Sanders con Ingrid Bergman in Follia (1941)

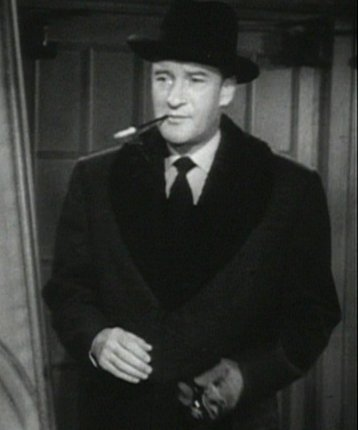
George Sanders in Eva contro Eva (1950)

### Cinema
- Love, Life and Laughter, regia di Maurice Elvey (1934)
- La vita futura (Things to Come), regia di William Cameron Menzies (1936)
- Strange Cargo, regia di Lawrence Huntington (1936)
- Find the Lady, regia di Roland Grillette (1936)
- Dishonour Bright, regia di Tom Walls (1936)
- I Lloyds di Londra (Lloyd's of London), regia di Henry King (1936)
- L'uomo dei miracoli (The Man Who Could Work Miracles), regia di Lothar Mendes (1936)
- L'amore è novità (Love Is News), regia di Tay Garnett (1936)
- Il mercante di schiavi (Slave Ship), regia di Tay Garnett (1937)
- The Lady Escapes, regia di Eugene Forde (1937)
- La spia dei lancieri (Lancer Spy), regia di Gregory Ratoff (1937)
- L'ultima nave da Shanghai (International Settlements), regia di Eugene Forde (1938)
- Il giuramento dei quattro (Four Men and a Prayer), regia di John Ford (1938)
- L'ultimo avvertimento di Mr. Moto (Mr. Moto's Last Warning), regia di Norman Foster (1939)
- Salverò tua figlia, regia di Paul L. Stein (1939)
- So This Is London, regia di Thornton Freeland (1939)
- The Saint Strikes Back, regia di John Farrow (1939)
- Confessioni di una spia nazista (Confessions of a Nazi Spy), regia di Anatole Litvak (1939)
- The Saint in London, regia di John Paddy Carstairs (1939)
- La storia di Edith Cavell (Nurse Edith Cavell), regia di Herbert Wilcox (1939)
- Il primo ribelle (Allegheny Uprising), regia di William A. Seiter (1939)
- The Saint's Double Trouble, regia di Jack Hively (1940)
- Inferno verde (Green Hell), regia di James Whale (1940)
- La casa dei sette camini (The House of the Seven Gables), regia di Joe May (1940)
- Rebecca - La prima moglie (Rebecca), regia di Alfred Hitchcock (1940)
- The Saint Takes Over, regia di Jack Hively (1940)
- Il prigioniero di Amsterdam (Foreign Correspondent), regia di Alfred Hitchcock (1940)
- Tzigana (Bitter Sweet), regia di W. S. Van Dyke (1940)
- Il figlio di Montecristo (The Son of Monte Cristo), regia di Rowland V. Lee (1940)
- The Saint in Palm Springs, regia di Jack Hively (1941)
- Follia (Rage in Heaven), regia di W. S. Van Dyke (1941)
- Duello mortale (Man Hunt), regia di Fritz Lang (1941)
- Inferno nel deserto (Sundown), regia di Henry Hathaway (1941)
- The Gay Falcon, regia di Irving Reis (1941)
- A Date with the Falcon, regia di Irving Reis (1941)
- Il figlio della furia (Son of Fury: The Story of Benjamin Blake), regia di John Cromwell (1942)
- The Falcon Takes Over, regia di Irving Reis (1942)
- Avventura all'Avana (Her Cardboard Lover), regia di George Cukor (1942)
- Destino (Tales of Manhattan), regia di Julien Duvivier (1942)
- The Falcon's Brother, regia di Stanley Logan (1942)
- La luna e sei soldi (The Moon and Sixpence), regia di Albert Lewin (1942)
- Il cigno nero (The Black Swan), regia di Henry King (1942)
- Quiet Please: Murder, regia di John Larkin (1942)
- They Came to Blow Up America, regia di Edward Ludwig (1943)
- Questa terra è mia (This Land Is Mine), regia di Jean Renoir (1943)
- Appointment in Berlin, regia di Alfred E. Green (1943)
- Paris After Dark, regia di Léonide Moguy (1943)
- Il pensionante (The Lodger), regia di John Brahm (1944)
- La spia di Damasco (Action in Arabia), regia di Léonide Moguy (1944)
- Temporale d'estate (Summer Storm), regia di Douglas Sirk (1944)
- Nelle tenebre della metropoli (Hangover Square), regia di John Brahm (1945)
- Il ritratto di Dorian Gray (The Picture of Dorian Gray), regia di Albert Lewin (1945)
- Io ho ucciso (The Strange Affair of Uncle Harry), regia di Robert Siodmak (1945)
- Uno scandalo a Parigi (A Scandal in Paris), regia di Douglas Sirk (1946)
- Venere peccatrice (The Strange Woman), regia di Edgar G. Ulmer (1946)
- Il disonesto (The Private Affairs of Bel Ami), regia di Albert Lewin (1947)
- Il fantasma e la signora Muir (The Ghost and Mrs. Muir), regia di Joseph L. Mankiewicz (1947)
- Lo sparviero di Londra (Lured), regia di Douglas Sirk (1947)
- Ambra (Forever Amber), regia di Otto Preminger (1947)
- Il ventaglio (The Fan), regia di Otto Preminger (1949)
- Sansone e Dalila (Samson and Delilah), regia di Cecil B. DeMille (1949)
- Eva contro Eva (All About Eve), regia di Joseph L. Mankiewicz (1950)
- Il grande avventuriero (Black Jack), regia di Julien Duvivier (1950)
- La conquistatrice (I Can Get It for You Wholesale), regia di Michael Gordon (1951)
- L'immagine meravigliosa (The Light Touch), regia di Richard Brooks (1952)
- Ivanhoe, regia di Richard Thorpe (1952)
- Destinazione Budapest (Assignment – Paris!), regia di Robert Parrish (1952)
- Chiamatemi Madame (Call Me Madam), regia di Walter Lang (1953)
- Ti ho visto uccidere (Witness to Murder), regia di Roy Rowland (1954)
- Riccardo Cuor di Leone (King Richard and the Crusaders), regia di David Butler (1954)
- Viaggio in Italia, regia di Roberto Rossellini (1954)
- Annibale e la vestale (Jupiter's Darling), regia di George Sidney (1955)
- Il covo dei contrabbandieri (Moonfleet), regia di Fritz Lang (1955)
- Duello di spie (The Scarlet Coat), regia di John Sturges (1955)
- Il ladro del re (The King's Thief), regia di Robert Z. Leonard (1955)
- Come prima... meglio di prima (Never Say Goodbye), regia di Jerry Hopper (1956)
- Quando la città dorme (While the City Sleeps), regia di Fritz Lang (1956)
- Quel certo non so che (That Certain Feeling), regia di Melvin Frank (1956)
- Il diabolico avventuriero (Death of a Scoundrel), regia di Charles Martin (1956)
- Il settimo peccato (The Seventh Sin), regia di Ronald Neame (1957)
- Tutta la verità (The Whole Truth), regia di John Guillermin (1958)
- Dalla Terra alla Luna (From the Earth to the Moon), regia di Byron Haskin (1958)
- Quel tipo di donna (That Kind of Woman), regia di Sidney Lumet (1959)
- Salomone e la regina di Saba (Solomon and Sheba), regia di King Vidor (1959)
- Quasi una truffa (A Touch of Larceny), regia di Guy Hamilton (1959)
- La crociera del terrore (The Last Voyage), regia di Andrew L. Stone (1960)
- Le dieci lune di miele di Barbablù (Bluebeard's Ten Honeymoons), regia di W. Lee Wilder (1960)
- La tragedia del Phoenix (Cone of Silence), regia di Charles Frend (1960)
- Il villaggio dei dannati (Village of the Damned), regia di Wolf Rilla (1960)
- Cinque ore in contanti (Five Golden Hours), regia di Mario Zampi (1961)
- The Rebel, regia di Ray Galton (1961)
- L'appuntamento (Le Rendez-Vous), regia di Jean Delannoy (1961)
- Operation Snatch, regia di Robert Day (1962)
- I figli del capitano Grant (In Search of the Castaways), regia di Robert Stevenson (1962)
- Rapina al Cairo (Cairo), regia di Wolf Rilla (1963)
- Non rompete i chiavistelli (The Cracksman), regia di Peter Graham Scott (1963)
- L'intrigo (Dark Purpose), regia di George Marshall (1964)
- Uno sparo nel buio (A Shot in the Dark), regia di Blake Edwards (1964)
- F.B.I. operazione Baalbeck, regia di Marcello Giannini (1964)
- The Golden Head, regia di Richard Thorpe (1964)
- Le avventure e gli amori di Moll Flanders (The Amorous Adventures of Moll Flanders), regia di Terence Young (1965)
- Commandos in azione (Trunk to Cairo), regia di Menahem Golan (1965)
- Quiller Memorandum (The Quiller Memorandum), regia di Michael Anderson (1966)
- Agente 4K2 chiede aiuto (Warning Shot), regia di Buzz Kulik (1967)
- Good Times, regia di William Friedkin (1967)
- Caccia ai violenti, regia di Nino Scolaro (1968)
- The Candy Man, regia di Herbert J. Leder (1969)
- Galaxy Horror (The Body Stealers), regia di Gerry Levy (1969)
- Sumuru regina di Femina (The Seven Secrets of Sumuru), regia di Jesús Franco (1969)
- Il club dei libertini (The Best House in London), regia di Philip Saville (1969)
- Lettera al Kremlino (The Kremlin Letter), regia di John Huston (1970)
- Appuntamento col disonore, regia di Adriano Bolzoni (1970)
- Doomwatch - I mostri del 2001 (Doomwatch), regia di Peter Sasdy (1972)
- Champagne per due dopo il funerale (Endless Night), regia di Sidney Gilliat (1972)
- Psychomania, regia di Don Sharp (1973)

### Televisione
- The 20th Century-Fox Hour – serie TV, episodio 1x02 (1955)
- The Ford Television Theatre – serie TV, episodio 4x27 (1956)
- Screen Directors Playhouse – serie TV, episodi 1x26-1x33 (1956)
- The George Sanders Mystery Theater – serie TV, episodio 1x12 (1957)
- Schlitz Playhouse of Stars – serie TV, episodio 7x24 (1958)
- Decision – serie TV, episodio 1x08 (1958)
- Alcoa Theatre – serie TV, episodio 3x23 (1960)
- General Electric Theater – serie TV, episodi 5x09-5x34-9x24 (1956-1961)
- Scacco matto (Checkmate) – serie TV, episodio 2x18 (1962)
- Gli inafferrabili (The Rogues) – serie TV, episodio 1x30 (1965)
- Viaggio in fondo al mare (Voyage to the Bottom of the Sea) – serie TV, episodio 1x32 (1965)
- Organizzazione U.N.C.L.E. (The Man from U.N.C.L.E.) – serie TV, episodi 1x27-2x14 (1965)
- Daniel Boone – serie TV, episodio 2x19 (1966)
- Batman – serie TV, episodi 1x06-1x07-1x08 (1966)
- ITV Saturday Night Theatre – serie TV, episodio 2x31 (1970)
- Missione impossibile (Mission: Impossible) – serie TV, episodio 5x23 (1971)

### Doppiaggio
- Il mondo di notte n° 3, regia di Gianni Proia (1963)
- Il libro della giungla (The Jungle Book), regia di Wolfgang Reitherman (1967)

## Riconoscimenti
- Premio Oscar
  - 1951 – Miglior attore non protagonista per Eva contro Eva
- Golden Globe
  - 1951 – Candidatura al miglior attore non protagonista per Eva contro Eva
- Golden Apple Awards
  - 1942 – Sour Apple Award all'attore meno cooperativo
- National Board of Review of Motion Pictures Awards
  - 1940 – Miglior attore per Rebecca - La prima moglie
  - 1942 – Miglior attore per La luna e sei soldi

## Doppiatori italiani
- Emilio Cigoli in I Lloyds di Londra (ridoppiaggio), Il mercante di schiavi (ridoppiaggio), La spia dei lancieri, Follia (ridoppiaggio), Inferno nel deserto, Il cigno nero, Nelle tenebre della metropoli, Il ritratto di Dorian Gray, Venere peccatrice, Il disonesto, Il fantasma e la signora Muir, Ambra, Il ventaglio, Eva contro Eva, La conquistatrice, Ivanhoe, Riccardo Cuor di Leone, Viaggio in Italia, Come prima... meglio di prima, Quando la città dorme, Quel certo non so che, Il diabolico avventuriero, Quel tipo di donna, Salomone e la regina di Saba, Quasi una truffa, La crociera del terrore, Le 10 lune di miele di Barbablù, Il villaggio dei dannati, L'appuntamento, I figli del capitano Grant, Uno sparo nel buio, Le avventure e gli amori di Moll Flanders, Quiller Memorandum, Appuntamento col disonore
- Stefano Sibaldi in Rebecca - La prima moglie, Annibale e la vestale, Il covo dei contrabbandieri, Champagne per due dopo il funerale
- Mario Pisu in Il prigioniero di Amsterdam, Duello di spie, Il ladro del re
- Sandro Ruffini in Duello mortale, Temporale d'estate, Sansone e Dalila
- Rolf Tasna in Ti ho visto uccidere, Dalla Terra alla Luna
- Nerio Bernardi in Il figlio della furia
- Bruno Persa in Questa terra è mia
- Mario Ferrari in Il figlio di Montecristo
- Guido Notari in Il primo ribelle
- Giorgio Capecchi in Tutta la verità
- Michele Malaspina in Galaxy Horror
- Mario Feliciani in Lettera al Kremlino
- Cesare Barbetti in Confessioni di una spia nazista (doppiaggio tardivo)
- Diego Reggente in Il cigno nero (ridoppiaggio)
- Antonio Colonnello in Io ho ucciso (ridoppiaggio)
- Vittorio Di Prima in Ambra (ridoppiaggio)
- Silvano Tranquilli in Batman (doppiaggio tardivo)

Da doppiatore è stato sostituito da: 
- Carlo D'Angelo in Il libro della giungla